# Piñeiro (Sendelle)
Piñeiro es un lugar español situado en la parroquia de Sendelle, del municipio de Boimorto, en la provincia de La Coruña, Galicia. Está dividido en Piñeiro de Abajo (O Piñeiro de Abaixo) y Piñeiro de Arriba (O Piñeiro de Arriba).

## Demografía
| Gráfica de evolución demográfica de Piñeiro entre 2000 y 2018 |
|                                                               |
| Datos según el nomenclátor publicado por el INE.              |